# Amtssprache
Die Amtssprache ist die im Sprachenrecht verbindlich geregelte Sprache eines Landes oder Staates, die für die Regierung und alle staatlichen Stellen untereinander und gegenüber den Bürgern gilt. In der Amtssprache werden Verwaltungsakte und Normen verfasst, Auskünfte an Bürger erteilt, Verhandlungen geführt und protokolliert. In ihr müssen auch Schriftsätze vor Gericht und Anträge eingereicht werden.
Innerhalb eines Landes oder eines Gebietes kann es gleichzeitig mehrere Amtssprachen geben. Staaten mit mehreren Amtssprachen gebrauchen oft zur internen Verständigung aus Vereinfachungsgründen eine gesonderte Arbeitssprache. Amtssprachen und Arbeitssprachen sind auch bei internationalen Behörden wie der UNO und dem Europäischen Patentamt verbreitet.

## Begriffe
Die Amtssprache ist im engeren Sinne die Sprache, in der Behörden und Regierungen kommunizieren.
Während in Deutschland Deutsch die alleinige Amtssprache ist, gibt es auch Länder mit mehreren Amtssprachen. So hat die Schweiz vier Amtssprachen, neben Französisch, Italienisch und Deutsch auch Bündnerromanisch.
In Deutschland und Österreich sind neben der Amtssprache Deutsch weitere Sprachen als amtliche Regionalsprachen anerkannt (siehe Amtssprachen innerhalb Deutschlands, Minderheitensprachen in Österreich).
Vergleichbare Begriffe, die aber nicht immer gleichbedeutend mit „Amtssprache“ sind, sind
- Gerichtssprache, die vor Gericht zulässige Sprache
- Verhandlungssprache, die Sprache, in der beispielsweise ein Parlament die Sitzungen abhält
- Schulsprache, die im Schulunterricht verwendete Sprache
- Staatssprache, die „offizielle Sprache eines Staates“ (Duden),[1] z. B. ist Deutsch laut der österreichischen Verfassung die Staatssprache Österreichs

Wenn allerdings in einem Land eine Sprache dominiert, ist sie oft zugleich Amtssprache, Gerichtssprache, Verhandlungssprache und Schulsprache. Umgangssprachlich steht das Wort „Amtssprache“ auch für die typische Verwaltungssprache, deren Stil und Wortschatz für Ämter und Behörden kennzeichnend ist. Man spricht in diesem Sinne auch von „Amtsdeutsch“, „Behördendeutsch“ oder „Beamtendeutsch“.

## Festlegung einer Amtssprache
Nicht immer spiegeln die Amtssprachen die tatsächlichen Muttersprachen der Bewohner eines Landes wider.
In Nationalstaaten ist regelmäßig die überlieferte Sprache einer landesweiten Sprachgemeinschaft Amtssprache (siehe auch Nation).
Sprachen, die eingeborene nationale Minderheiten zu sprechen pflegen, sind gelegentlich als örtliche Amtssprachen anerkannt (zum Beispiel Hawaiisch auf Hawaii für etwa 1000 Sprecher). Die Sprachen, die Einwanderer in ihre Zielländer mitbringen, sind in aller Regel nicht Amtssprache im Einwanderungsland (falls doch, kann dies ein die Einwanderung begünstigender Faktor sein; siehe z. B. Deutsche in der Schweiz).
Nur in wenigen Fällen (Schweiz mit vier, Südafrika mit zwölf und Bolivien mit 36 Amtssprachen) sind „alle“ Landessprachen auch Amtssprachen. In den meisten Staaten gilt dagegen, ungeachtet des Vorkommens weiterer einheimischer Sprachen, nur eine einzige Sprache als Amtssprache, was mit der Notwendigkeit der staatlichen Einheit und dem verwaltungsmäßigen Mehraufwand (Ausbildung aller Beamten und Ausdruck aller Formulare in mehreren Sprachen) begründet wird, aber auch zu einer Abwertung der Sprecher von Nicht-Amtssprachen und längerfristig zum Aussterben der Minderheitensprachen führen kann. Die Anerkennung einer Sprache als Amtssprache hat in der Regel einen spracherhaltenden Effekt.
Ein Kompromiss ist, einer Minderheitensprache auf regionaler Ebene den Status einer Amtssprache zu geben. Beispiele sind die deutsche Sprache in Südtirol und die sorbische Sprache in der Lausitz.  In einzelnen Staaten, wie in Norwegen und der Schweiz, werden Amtssprachen auch auf Gemeindeebene festgelegt.
Bei den Gebärdensprachen sind bis heute als einzige die neuseeländische sowie die südafrikanische Gebärdensprache als gesamtstaatliche Amtssprachen definiert worden. Auch in Österreich hat eine Gebärdensprache die Funktion einer Amtssprache übernommen und kann zumindest vor Gericht verwendet werden.

## Konflikte
Nach der Annexion von Gebieten mit fremdsprachiger Bevölkerung stellt sich die Frage nach der Amtssprache. Zum Beispiel kamen nach dem Deutsch-Französischen Krieg 1870/71 auch französischsprachige Teile des Elsass und Lothringens als Reichsland Elsaß-Lothringen zum Deutschen Kaiserreich. Die Gerichtssprache wurde aufgrund des Gesetzes vom 14. Juni 1871 deutsch. Da das Reichsland zwar weitaus überwiegend deutschsprachig war, es aber eine starke französischsprachige Minderheit gab, wurde mit Verordnung vom 17. Dezember 1874 für eine Reihe von französischsprachigen Gemeinden die Gerichtssprache abweichend mit Französisch festgelegt.
Manchmal versuchten Länder bzw. Regierungen, durch Aufzwingen einer einzigen Amtssprache ein annektiertes Gebiet zu assimilieren.

Amtssprachen in Afrika
Afrikaans
Arabisch
Englisch
Französisch
Portugiesisch
Spanisch
Swahili
andere afrikanische Sprachen

In Vielvölkerstaaten kam es nicht selten zu Konflikten um die Amtssprache(n). In Cisleithanien, der westlichen Hälfte Österreich-Ungarns (1867–1918), kam es 1897/1898 zu einer tiefen innenpolitischen Krise, die die Badenische Sprachenverordnung in Böhmen und Mähren ausgelöst hatte. Mit dieser Verordnung sollte die Gleichberechtigung der tschechischen Amtssprache mit der deutschen gesichert werden, was die Deutschen nicht hinnehmen wollten. K.k. Ministerpräsident Paul Gautsch von Frankenthurn scheiterte mit dem Versuch, eine pragmatische Lösung des Konflikts durch Lockerung der Verordnung zu finden. Sein Vorschlag, jeder Beamte müsse die im Dienst notwendigen Sprachen beherrschen, ließ zu viele Interpretationen offen. Unter der Regierung Clary-Aldringen wurden die Sprachverordnungen schließlich aufgehoben, der Konflikt blieb bis 1918, als die Tschechoslowakei gegründet wurde, ungelöst.
Bei Staaten, die keine einheitliche Nation bilden oder bildeten, kann die Festlegung bzw. Änderung einer Amtssprache zu Konflikten führen. Darunter fallen zum Beispiel die Nachfolgestaaten der ehemaligen europäischen Kolonien in Afrika, deren Grenzziehung oftmals willkürlich ohne Berücksichtigung von Sprachgrenzen und Völkergrenzen erfolgte (siehe Ethnische Minderheiten). In Afrika sind meist Kolonialsprachen Amtssprache, so Französisch in der Demokratischen Republik Kongo, in der Elfenbeinküste oder Mali, Englisch in Sambia, Kenia oder Südafrika, Portugiesisch in Mosambik oder Angola. Diese Sprachpolitik begünstigt oft die herrschende Elite, die im Gegensatz zum gemeinen Volk die Amtssprache beherrscht.
In den Nachfolgestaaten der ehemaligen Kolonien in Amerika ist die Situation gänzlich anders. Dort sind die Indianersprachen und Eskimosprachen der Ureinwohner völlig in den Hintergrund gedrängt worden. Trotz der verschiedenen Muttersprachen der europäischen Einwanderer und der afrikanischen Sklaven hat sich die Sprache der jeweiligen Kolonialherren praktisch vollständig durchgesetzt. In großen Teilen Süd- und Mittelamerikas ist Spanisch Amtssprache; in Brasilien ist die Amtssprache Portugiesisch.

## Amtssprachen innerhalb Deutschlands
Wichtig für Deutschland sind einzelne vorzunehmende Differenzierungen. Dazu gehört die Unterscheidung zwischen grundsätzlicher Zuständigkeit der 16 einzelnen Länder in Deutschland, ihre Sprachen und damit auch unter anderem die Amtssprachen aufgrund ihrer originären eigenstaatlichen Kulturhoheit zu bestimmen und der nur auf Bundesaufgaben (Regelungsbedarf in eigenen Angelegenheiten) beschränkten Regelungskompetenz des Bundes, die rein quantitativ überwiegt. Wichtig in Deutschland (wie in vielen anderen Ländern) ist ebenfalls die rechtliche Abgrenzung des Begriffs Amtssprache von Begriffen wie Gesetzessprache oder Gerichtssprache, die nicht identisch sind.
Insgesamt existiert in Deutschland ein ganzes Bündel von Sprachen, die ganz oder zumindest regional oder sachlich partiell Amts-, Gesetzes-, Gerichts- oder Parlamentssprachen sind. Neben „Deutsch“, das normiert auf Bundesebene vor allem nach § 23 Abs. 1 VwVfG als Amtssprache im engen Sinne und nach § 184 des Gerichtsverfassungsgesetzes als Gerichtssprache bezeichnet wird, sind es unter weiteren Dänisch, Niederdeutsch, Friesisch, Sorbisch, Englisch, Französisch. Über europäisches Recht, sofern es greift, kann sogar jede Amts- bzw. Gerichtssprache jedes Mitgliedslands der Europäischen Union in einem Teilsegment zur partiellen Gerichtssprache werden (Anträge und Schriftstücke sind auch in diesen Sprachen vor deutschen Gerichten möglich). „Deutsch“ wird vielfach juristisch (in einzelnen Bereichen streitig) als Oberbegriff für Hochdeutsch, Plattdeutsch und alle Mundarten gleichermaßen interpretiert.
Innerhalb Deutschlands ist keine Staatssprache definiert, weder auf Bundesebene noch auf der Ebene der 16 Länder. Eine entsprechende Grundgesetzergänzung wird seit  den 2000er Jahren diskutiert.

## Amtssprachen in einzelnen Ländern
Informationen zu den Amtssprachen in einzelnen Ländern findet man in den Länderartikeln (oben in der Infobox und im Fließtext). Gegebenenfalls wird das Thema zusätzlich in Spezialartikeln über die Sprachen des Landes behandelt, zum Beispiel:
- Sprachgesetzgebung in Belgien
- Minderheitensprachen in Österreich
- Sprachen in der Schweiz
- Sprachen in den Vereinigten Staaten
- Sprachen Indiens

Siehe außerdem:
- Amtssprachen der Europäischen Union
- Liste der Amtssprachen